# NGC 5930
NGC 5930 é uma galáxia espiral barrada (SBb/P) localizada na direcção da constelação de Boötes. Possui uma declinação de +41° 40' 33" e uma ascensão recta de 15 horas, 26 minutos e 08,0 segundos.
A galáxia NGC 5930 foi descoberta em 18 de Março de 1787 por William Herschel.